# Салцен (Белуно)
Салцен (итал. Salzen) је насеље у Италији у округу Белуно, региону Венето.
Према процени из 2011. у насељу је живело 58 становника. Насеље се налази на надморској висини од 744 м.